# 9175 Graun
9175 Graun eller 1990 OO2 är en asteroid i huvudbältet som upptäcktes den 29 juli 1990 av den amerikanske astronomen Henry E. Holt vid Palomarobservatoriet. Den är uppkallad efter Ken Graun.
Asteroiden har en diameter på ungefär 8 kilometer och den tillhör asteroidgruppen Maria.